# Beuchat
 (octobre 2019).
Si vous disposez d'ouvrages ou d'articles de référence ou si vous connaissez des sites web de qualité traitant du thème abordé ici, merci de compléter l'article en donnant les références utiles à sa vérifiabilité et en les liant à la section « Notes et références ».
Pour les articles homonymes, voir Beuchat (homonymie).
Beuchat est une marque de montres créée en 1904 exploitée par la société B Plus.

## Historique
La société a été créée en 1904 par Constant Beuchat originaire d'Undervelier. Descendant d’une famille horlogère helvétique, le fondateur s’installe à Marseille. Ses deux fils s'intéressent l’un aux montres et l’autre, Georges Beuchat, à la plongée sous-marine. Combinant leurs intérêts respectifs, les deux entreprises Beuchat ont réalisé plusieurs créations communes dont les plus connues sont les montres de plongée.
Jusqu'à la fin des années 1990, la société Beuchat est successivement dirigée par des membres de la famille.
En 1985, à la suite du départ à la retraite de Paul Beuchat, Bernard Beuchat est nommé PDG et Pierre Nègre DGA. La transformation du marché de la montre pousse l’entreprise à créer sa propre ligne et à la placer sous le signe de "l’heure décontractée". À partir de 1986, différentes séries sont injectées sur le marché : les ACW (montres qui tournent à l'envers), les Magic’s, les Cinétiques, les Réversibles (montre recto-verso), La Marseillaise de Beuchat (montre commémorative de la Révolution française avec double cadran affichant temps décimal et temps sexagésimal)…En 1987, Beuchat commercialisait 210 000 montres. 
Depuis 2002, Beuchat appartient à la société BPLUS.

## Galerie

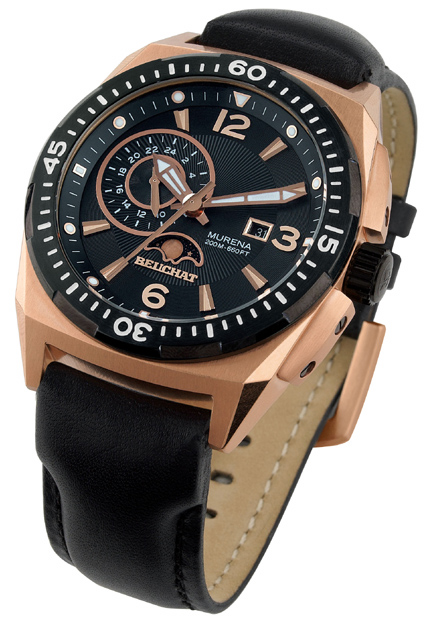
Murena
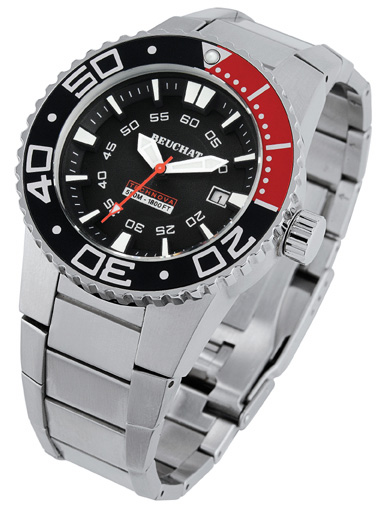
Access 550
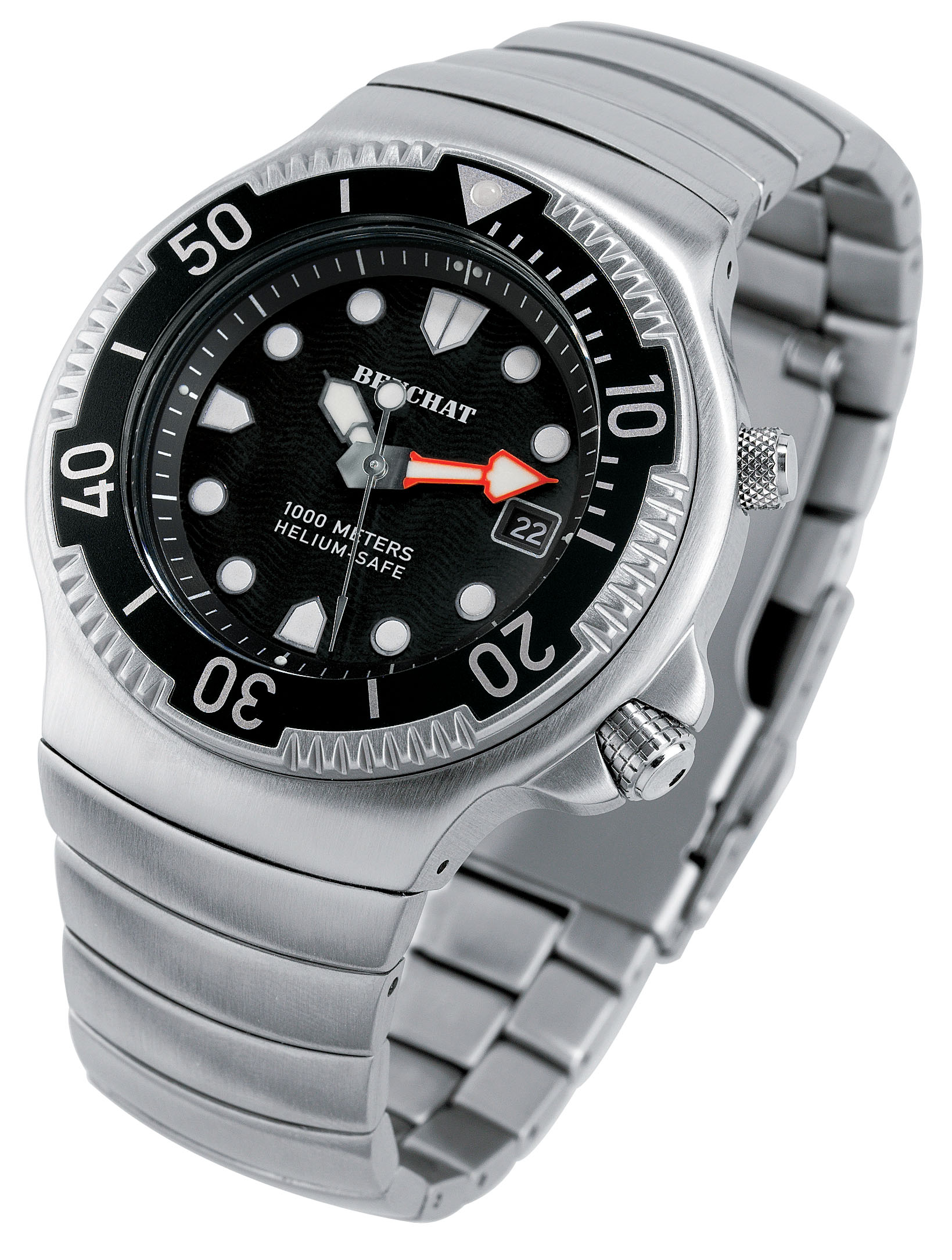
Lumitech 1000